# 段飛龍
段飛龍，直隶永年人。清朝軍事將領、武狀元。
乾隆二十六年，登辛巳恩科武进士一甲第一名，后授一等侍卫。后生平無考。